# Trilogy (album de ATB)
Trilogy este al șaptelea album de studio creat de DJ-ul german André Tanneberger cunoscut ca ATB. A fost lansat în 2007 și include hituri ca „Justify”, care a fost lansat pe compilatia The DJ 4 in the Mix, „Renegade”, care a fost lansat pe 12 aprilie, in colaborare cu Heather Nova și „Feel Alive”. Acest album se aseamănă ca concept cu cel de-al doilea album al lui ATB, Two Worlds, fiind format din 2 CD-uri, fiecare abordând diferite tipuri de muzică pentru stări diferite. Primul CD cuprinde melodii dance ritmate, pe când cel de-al doilea CD cuprinde melodii relaxante, ambientale.

## Lista melodiilor

### CD1
| Nr. | Titlu                                   | Autor(i)                                                     | Lungime |  |
| 1.  | „Justify”                               | A. Tanneberger, A. Pearls, J. Karr, R. Dittmann, J. Loechel  | 3:47    |  |
| 2.  | „Desperate Religion”                    | A. Tanneberger, A. Pearls, R. Dittmann                       | 4:37    |  |
| 3.  | „Renegade”                              | A. Tanneberger, H. Nova, R. Dittmann, J. Loechel             | 5:36    |  |
| 4.  | „Beautiful Worlds”                      | A. Tanneberger, R. Dittmann                                  | 5:07    |  |
| 5.  | „Stars Come Out”                        | A. Tanneberger, H. Nova, R. Dittmann, R. Dittmann, B. Fincke | 3:27    |  |
| 6.  | „Feel Alive”                            | A. Tanneberger, J. Loechel, R. Dittmann                      | 3:44    |  |
| 7.  | „Made Of Glass”                         | A. Tanneberger, H. Nova, R. Dittmann                         | 4:18    |  |
| 8.  | „Alcarda”                               | A. Tanneberger                                               | 4:58    |  |
| 9.  | „These Days”                            | A. Tanneberger, J. Riddervold, Madestam, Honore, R. Dittmann | 5:34    |  |
| 10. | „Better Give Up”                        | A. Tanneberger, J. Loechel, R. Dittmann                      | 5:08    |  |
| 11. | „Some Things Just Are The Way They Are” | A. Tanneberger, J. Riddervold, Madestam, R. Dittmann         | 5:26    |  |
| 12. | „The Chosen Ones”                       | A. Tanneberger, J. Loechel, R. Dittmann                      | 4:13    |  |

### CD2
| Nr. | Titlu                         | Autor(i)                                | Lungime |  |
| 1.  | „Searching For Satellite”     | A. Tanneberger                          | 6:16    |  |
| 2.  | „Fahrenheit 451”              | A. Tanneberger, R. Dittmann, J. Loechel | 4:26    |  |
| 3.  | „Trilogy (The Final Chapter)” | A. Tanneberger, R. Dittmann             | 5:07    |  |
| 4.  | „A Rainy Afternoon”           | A. Tanneberger, R. Dittmann             | 3:45    |  |
| 5.  | „No Fate”                     | S. Britzke, M. Hoffmann, R. Swain       | 7:07    |  |
| 6.  | „One Small Step”              | A. Tanneberger, T. Wohlfeld             | 4:22    |  |
| 7.  | „Dooley’s World”              | A. Tanneberger, J. Loechel              | 4:56    |  |
| 8.  | „9 AM”                        | A. Tanneberger                          | 5:20    |  |
| 9.  | „Tristan Da Cunha”            | A. Tanneberger, J. Loechel              | 4:16    |  |
| 10. | „A Dream About You”           | A. Tanneberger                          | 4:46    |  |
| 11. | „Illuminated Mind”            | A. Tanneberger, R. Dittmann             | 6:22    |  |
| 12. | „Shine On”                    | A. Tanneberger                          | 7:39    |  |
| 13. | „Under The Sky”               | A. Tanneberger                          | 4:20    |  |
| 14. | „One Million Miles”           | A. Tanneberger                          | 4:04    |  |

### Ediția platinum
1. "Justify" (în colaborare cu Jennifer Karr) - 3:45
2. "Desperate Religion" (în colaborare cu Karen Ires) - 4:37
3. "Renegade" (în colaborare cu Heather Nova) – 5:36
4. "Beautiful Worlds" - 5:06
5. "Stars Come Out" (în colaborare cu Heather Nova) - 3:26
6. "Feel Alive" (în colaborare cu Jan Löchel) - 3:45
7. "Made of Glass" (în colaborare cu Heather Nova) - 4:18
8. "Alcarda" - 4:58
9. "These Days" (în colaborare cu Jeppe Riddervold) - 5:33
10. "Better Give Up" (în colaborare cu Jan Löchel) - 5:07
11. "Some Things Just Are the Way They Are" (în colaborare cu Jeppe Riddervold) - 5:27
12. "The Chosen Ones" (în colaborare cu Jan Löchel) - 4:13
13. "Desperate Religion" (Remix de Cunningham) - 7:52
14. "Desperate Religion" (Remix Deluxe Egohead) - 7:05
15. "Night Watch" - 5:12